# ジェームズ・マディソン・デュークス

ジェームズ・マディソン・カラーのSBCのロゴ

ジェームズ・マディソン・デュークス（英: James Madison Dukes）は、アメリカ合衆国のジェームズ・マディソン大学のスポーツ競技チーム。NCAAディビジョンI所属。

## 競技チーム
| 男子スポーツ                            | 女子スポーツ       |
| --------------------------------------- | ------------------ |
| 野球                                    | バスケットボール   |
| バスケットボール                        | クロスカントリー   |
| フットボール                            | フィールドホッケー |
| ゴルフ                                  | ゴルフ             |
| サッカー                                | ラクロス           |
| テニス                                  | サッカー           |
|                                         | ソフトボール       |
|                                         | 水泳・飛込         |
|                                         | テニス             |
|                                         | 陸上†              |
|                                         | バレーボール       |
|                                         | チアリーディング   |
| †屋外競技チームと室内競技チームがある。 |                    |